# Oomph!

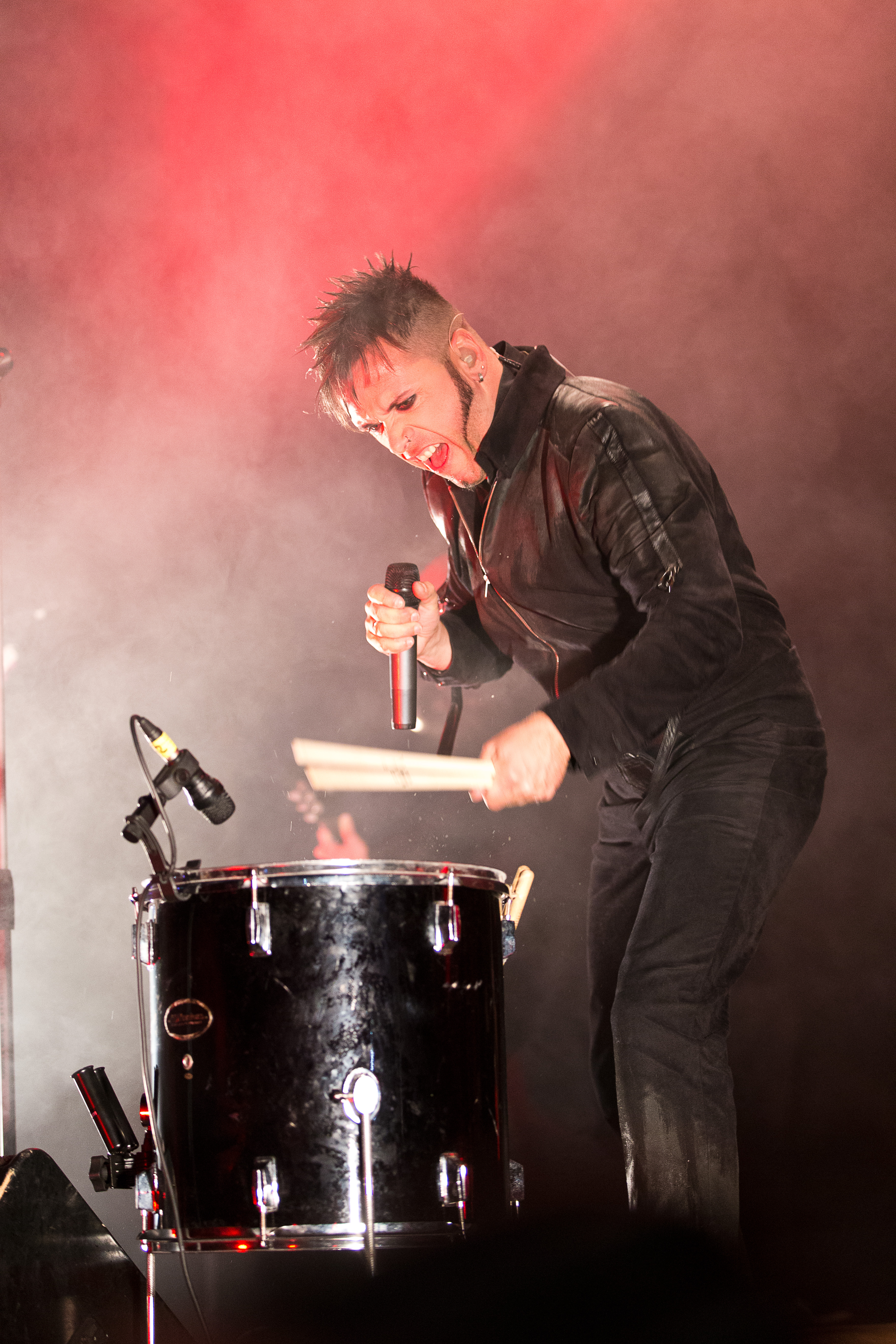
Sänger Dero Goi bei einem Auftritt beim Nocturnal Culture Night Festival 2015.

Oomph! ist eine deutsche Rockband aus Braunschweig, die 1989 in Wolfsburg gegründet wurde. Sie wird der sogenannten Neuen Deutschen Härte zugeordnet und gilt als einer der bekanntesten Vertreter innerhalb dieser Stilrichtung.

## Geschichte

### Die frühen Jahre (1989–1995)
Dero, Flux und Crap beschlossen 1989 auf einem Independent-Festival in Wolfsburg, ihre Band Oomph! zu gründen. Alle drei Mitglieder waren zuvor in anderen Projekten involviert. Flux produzierte bereits 1986 Musik unter dem Namen New Scientists (zusammen mit Uwe Kallenbach, der später die Band Syntec gründete). 1987 traten Dero und Crap, die sich bereits seit ihrer frühen Kindheit kannten, der Gruppe bei, die anschließend in Cunning Toy umbenannt wurde. Cunning Toy bildete dabei die Grundlage für die spätere Formierung von Oomph!. Der Bandname wurde von der Band in einem alten englischen Wörterbuch gefunden und bedeutet so viel wie „das gewisse Etwas“, „Sex-Appeal“, „energiegeladen“ oder „Schwung“. Das Ausrufezeichen ist Namensbestandteil.
Bereits zu Beginn versuchten die Musiker, elektronische und gitarrenlastige Klänge zu verbinden. Als frühe Inspirationen wurden vor allem DAF und Die Krupps genannt. Erste Aufmerksamkeit erlangte die Gruppe, als ihre frühen Aufnahmen regelmäßig in der Berliner Diskothek Linientreu gespielt wurden. 1990 wurden sie schließlich von dem Produzenten Jor Mulder für das Elektro-Label Machinery Records entdeckt und unter Vertrag genommen. Mit dem gleichnamigen Debüt Oomph! konnte sich die Band hauptsächlich im EBM-Umfeld einen Namen machen. Die Musikzeitschrift Zillo wählte sie zu den Newcomern des Jahres.
1992/1993 gelangten sie mit der Maxi Ich bin Du auch zu internationaler Anerkennung u. a. in den USA (Billboard) und gelangten über das dortige College-Radio auch in die Top 10 der Independent-Charts.
1993 folgten der erste US-Auftritt im ausverkauften New Yorker Club „Limelight“ und die Produktion des ersten Videoclips. Außerdem war die Gruppe für Machinery Records auf dem New Music Seminar vertreten. Die Single Breathtaker wurde anschließend durch eine Zusammenarbeit mit dem Independent-Label Futurist ebenfalls in Nordamerika veröffentlicht.
Auf dem zweiten Studioalbum Sperm (1994) zeigte sich – beeinflusst durch Gruppen wie Sepultura, Prong und Pantera – eine starke Tendenz zum Crossover-Genre. Das Musikvideo zur Single Sex sorgte für einen ersten Skandal um die Gruppe, da es u. a. ein über 80-jähriges Paar beim Geschlechtsverkehr zeigte; eine unzensierte Fassung wurde schließlich als VHS-Kassette herausgegeben. Das amerikanische Musikmagazin Billboard beschrieb die Musik seinerzeit als „Sepultura meets DAF“.
Das dritte Album Defekt (1995) führte den härteren Gitarrensound des Vorgängers fort, wobei der Synthe-Sound der frühen Veröffentlichungen immer mehr in den Hintergrund trat. Im Zuge der Tour wurden auch erstmals Majorlabel auf die Gruppe aufmerksam. Das Musikvideo zur ausgekoppelten Single Ice-Coffin entstand bei einem erneuten Aufenthalt in New York.
Die Singles und Remixe dieser ersten Bandjahre erschienen 1998 auf der Kompilation 1991–1996 The Early Works.

### Weg zum Erfolg (1996–2020)
Das Album Wunschkind brachte die ersten großen Erfolge in Deutschland. Obwohl sich die Band mit diesem Konzeptalbum mit Themen wie Missbrauch auseinandersetzten, wurde der Song I.N.R.I. vs .Jahwe zu einem weiteren Clubhit. Die Kritiken der großen Musikzeitschriften fielen überwiegend positiv aus und verschafften der Gruppe somit landesweite Popularität. Noch 1996 erschien unter dem Titel Suck-Taste-Spit ein Sampler mit den Bands Cubanate und Think About Mutation, der jedoch nur bereits veröffentlichtes Material enthielt. 1997 steuerten die Musiker zusammen mit der Gruppe Such a Surge einen Remix für die B-Seite der Single Good God der amerikanischen Band Korn bei. 1998 folgte der Labelwechsel zu dem Major Virgin Records in München. Noch im gleichen Jahr erschien mit Unrein das fünfte Album der Gruppe, das erstmals mit Platz 37 die deutschen Charts erreichte. Die ausgekoppelten Singles Gekreuzigt und Unsere Rettung waren textlich religionskritisch, was sich auch auf den anderen Liedern des Albums widerspiegelt.
Der große Durchbruch gelang 1999 mit Plastik und den Singles Das weisse Licht und Fieber (feat. Nina Hagen). Außerdem tourte die Gruppe 2001 mit der finnischen Rockband HIM. Im Jahr darauf folgte die Teilnahme beim ersten europäischen Ableger des Ozzfest mit Ozzy Osbourne, Bad Religion und anderen.
Im Februar 2004 landeten sie mit Augen auf! einen Nummer-eins-Hit in Deutschland. Das Album Wahrheit oder Pflicht schaffte es auf den zweiten Platz der deutschen Album-Charts und erreichte Gold-Status. Die Nachfolge-Single Brennende Liebe schaffte es ebenfalls in die deutschen Top 10. Im Dezember 2004 erhielten sie für Augen auf! Gold und wurden zudem bei der 1 Live Krone zur besten Band 2004 gewählt. Augen auf! war zudem auf dem Soundtrack des Videospiels FIFA 2005 zu finden.
Im März 2006 wurden Oomph! von der vom Fernsehsender RTL übertragenen Echo-Pop-Verleihung ausgeschlossen. Der Sender hatte Bedenken gegen das Lied Gott ist ein Popstar aufgrund der Diskussion um die Mohammed-Karikaturen. Auch andere Radio- und Fernsehsender weigerten sich, diesen Titel zu spielen. Im Text heißt es unter anderem „Ich geb’ euch Liebe, ich geb’ euch Hoffnung, doch nur zum Schein, denn die Massen wollen betrogen sein“.
Ebenfalls im Jahr 2006 erschienen die beiden Kompilationen Delikatessen und 1998–2001: Best of Virgin Years – Singles & Rarities. Neben den bekannten Singles und B-Seiten waren auch seltenere Stücke wie das Frankie-Goes-to-Hollywood-Cover The Power of Love enthalten. Die Single Gekreuzigt wurde darüber hinaus als Neuaufnahme und mit einem neuen Videoclip wiederveröffentlicht. Im Jahr darauf folgte mit Rohstoff eine DVD mit einem kompletten Konzert aus der Berliner Columbiahalle. Auf einer zusätzlichen DVD waren außerdem Musikvideos, Making-of-Material und Interviews beigelegt.
Am 9. Februar 2007 gewannen Oomph! zusammen mit der Die-Happy-Frontsängerin Marta Jandová für Niedersachsen den dritten Bundesvision Song Contest mit ihrer ebenfalls am 9. Februar 2007 erschienenen Single „Träumst du“, die die Top 10 der deutschen Singlecharts erreichte. Somit fand der Bundesvision Song Contest im Jahr 2008 in Niedersachsen statt, bei dem sie als Sieger des Vorjahres einen Auftritt hatten.
Bei der Wok-Weltmeisterschaft, die am 9. März 2007 in Innsbruck stattfand, nahmen Oomph! teil. Beim ersten Lauf zog sich Dero bei einem Unfall eine Gehirnerschütterung zu. Da er daraufhin ins Krankenhaus musste, nahm die Band nicht weiter am Wettbewerb teil. Bereits im April konnten Oomph jedoch mit einem Konzert in Moskau ihren ersten Auftritt in Russland bestreiten.
2008 erschien das Top-10-Album Monster, von dem das Lied Wach auf! auch als Titelsong für den Film Aliens vs. Predator 2 verwendet wurde.
2010 steuerte die Band mit Ernten was wir säen einen Titel zum Album A Tribute to Die Fantastischen Vier bei. Zudem erschien international das Best-of-Album Truth or Dare, welches erfolgreiche Songs der letzten Jahre in englischer Sprache enthält.
Am 18. Mai 2012 ist das Album Des Wahnsinns Fette Beute erschienen. Mit der gleichnamigen Europatournee ging Oomph! mit der schwedischen Rockband Blowsight auf Tournee.
Am 31. Juli 2015 erschien mit XXV zum 25-jährigen Bandjubiläum ein neues Album. Das Album konnte sich in den Top 10 der deutschen Albumcharts platzieren und wurde auf dem Wacken Open Air erstmals live vorgestellt. Im Herbst 2015 erfolgte eine Tour zusammen mit Schwarzer Engel. Auch 2016 tourte die Band mit den Jubiläumskonzerten „XXV“ weiter. So spielten sie im Dezember des Jahres ihr erstes Konzert in Mexiko.
Ende 2018 gastierte die Gruppe mit dem Orchester Globalis erneut in Moskau, wobei vor allem Klassiker der Bandgeschichte im Stil der klassischen Musik gespielt wurden. Am 18. Januar 2019 erschien das neue Album Ritual, welches erstmals auf Platz 1 der deutschen Albumcharts einstieg. Nach einer Europatournee im März war für den September 2019 eine ausgedehnte Tour durch Russland und die Ukraine angekündigt, u. a. mit Auftritten in Wladiwostok, Kiew und Moskau.

### Oomph! seit 2021: Ausscheiden von Dero Goi und neuer Sänger Der Schulz
Am 29. September 2021 gab die Band über ihren offiziellen Netzauftritt und die sozialen Medien bekannt, dass sie nun getrennte Wege gehen würden. So hieß es auf der Facebookseite der Band:
Nach/Seit dem 30. September 2021 ist ‚Dero‘ nicht mehr Teil der Band Oomph!. Wir alle drei bedauern, dass wir es trotz größter Anstrengungen nicht geschafft haben, die Band in dieser Konstellation zu erhalten. Wir haben gemeinsam vereinbart, dass ‚Flux‘ und ‚Crap‘ die Band Oomph! weiterführen und wünschen uns gegenseitig für die Zukunft alles Gute!
Der Grund für diese Entscheidung wurde nicht genannt, steht aber wohl im Zusammenhang damit, dass sich Dero in den Monaten vorher als gläubiger Christ bekannt hatte und auch meinte, dass er sich im Zuge seiner Hinwendung zu Jesus Christus bei einer Reihe von Oomph!-Liedern nicht mehr vorstellen kann, diese nun als „okkult“ bezeichneten Titel noch auf der Bühne zu singen. Dero machte jedoch deutlich, dass er weiterhin Musik machen möchte, so gab er im September 2021 – wenige Tage vor der offiziellen Trennung – in einem Interview mit einer Pastorin der Evangelisch-lutherischen Propstei Braunschweig an, dass er während der Corona-Krise etwa 60 neue Lieder geschrieben hatte, die er gerne noch veröffentlichen würde, wobei er betonte, dass diese Lieder nicht alle einen religiösen Hintergrund haben.
Am 22. Juni 2023 gab die Band bekannt, dass Daniel Schulz alias „Der Schulz“ (Unzucht, Der Schulz und Band) der neue Sänger von Oomph! sein wird. Am 8. September 2023 erschien das vierzehnte Studioalbum Richter und Henker. Des Weiteren wurde eine Europatournee, welche im November stattfand, sowie mehrere Festivalauftritte für das Jahr 2024, angekündigt.
Am 11. Februar 2024 kündigte Oomph! eine Deutschlandtournee zur Feier des 35-jährigen Bestehens der Band an, welche acht Konzerte beinhaltet.

## Stil
Zu Beginn ihrer Karriere spiele Oomph! eine „brutal energiegeladenen Variante der EBM“. Die zentralen Stücke des Debüts gelten als essentielle Titel der Electronic Body Music. Eine Richtung die das Trio auf den folgenden Alben mit dem harten Gitarrenspiel des Groove Metal verband. Einige der Titel nahmen musikalisch und lyrisch die Neue Deutsche Härte vorweg. Diesen musikalischen Weg verfolgten Oomph! bis zur Veröffentlichung der Alben Wunschkind und Unrein weiter. Bereits hier waren Ansätze einer musikalischen Neuorientierung mit Einflüssen aus dem breiten Feld des Alternative Metal vernehmbar. Insbesondere das Stück Gekreuzigt gilt als „Crossover-Hit in deutscher Sprache“ in einer stilistischen Nähe zu Rap-Metal-Interpreten wie Clawfinger. Die eingeschlagene Neuorientierung wurde durch den Gesangsunterricht von Dero Goi weiter forciert. Mit dem Album Plastik spielte Oomph! in einem Alternative- und Synth-Rock mit mehr „Rock, weniger Metal, mehr Subjektivität, weniger Plakativität, mehr Breaks, weniger Riffs.“ Eine Richtung, die auf dem nachkommenden Album Ego noch intensiviert wurde. Mit dem folgenden Hit Augen auf! variierte die Gruppe ihren Stil erneut und reduzierte den Anteil elektronischer Elemente zu Gunsten einer eingängigen düsteren Rockmusik mit „weniger Verspieltheit“.

„Wer behauptet, das hier sei „Neue deutsche Härte“, hat seinen Beruf verfehlt. Wer behauptet, das hier „höre sich an wie RAMMSTEIN“ sollte lieber ins Schlagerfach wechseln (denn hier ist kaum ein charakteristisches Gitarren-Riff zu hören).“

In den Jahren darauf behielt die Gruppe diesen Stil bei.

## Diskografie
Studioalben

| Jahr | Titel Musiklabel Katalog-Nr.                                  | Höchstplatzierung, Gesamtwochen, AuszeichnungChartplatzierungen (Jahr, Titel, Musiklabel Katalog-Nr., Platzierungen, Wochen, Auszeichnungen, Anmerkungen) | Höchstplatzierung, Gesamtwochen, AuszeichnungChartplatzierungen (Jahr, Titel, Musiklabel Katalog-Nr., Platzierungen, Wochen, Auszeichnungen, Anmerkungen) | Höchstplatzierung, Gesamtwochen, AuszeichnungChartplatzierungen (Jahr, Titel, Musiklabel Katalog-Nr., Platzierungen, Wochen, Auszeichnungen, Anmerkungen) | Anmerkungen                                                |
| Jahr | Titel Musiklabel Katalog-Nr.                                  | DE | AT | CH | Anmerkungen                                                |
| ---- | ------------------------------------------------------------- | --- | --- | --- | ---------------------------------------------------------- |
| 1992 | Oomph! Machinery Records (Machinery) MA 8-1                   | — | — | — | Erstveröffentlichung: Januar 1992                          |
| 1994 | Sperm Dynamica (Machinery) DY 6-2                             | — | — | — | Erstveröffentlichung: 25. April 1994                       |
| 1995 | Defekt Dynamica (Machinery) DY 15-2                           | — | — | — | Erstveröffentlichung: 22. Mai 1995                         |
| 1996 | Wunschkind Dynamica (Machinery) DY 21-2                       | — | — | — | Erstveröffentlichung: 21. Oktober 1996                     |
| 1998 | Unrein Virgin Records (EMI) 7243 8 45463 2 8                  | DE37 (4 Wo.)DE | AT38 (2 Wo.)AT | — | Erstveröffentlichung: 27. Februar 1998                     |
| 1999 | Plastik Virgin Records (EMI) 848090 2                         | DE23 (4 Wo.)DE | — | — | Erstveröffentlichung: 8. Oktober 1999                      |
| 2001 | Ego Virgin Records (EMI) 7243 8 10637 2 9                     | DE21 (6 Wo.)DE | AT60 (1 Wo.)AT | — | Erstveröffentlichung: 6. Juli 2001                         |
| 2004 | Wahrheit oder Pflicht Supersonic (Sony) 82876589372           | DE2 Platin · (22 Wo.)DE | AT2 (17 Wo.)AT | CH7 (15 Wo.)CH | Erstveröffentlichung: 16. Februar 2004 Verkäufe: + 200.000 |
| 2006 | GlaubeLiebeTod GUN Records (Sony) 82876 80833 2               | DE5 Gold · (21 Wo.)DE | AT16 (9 Wo.)AT | CH23 (5 Wo.)CH | Erstveröffentlichung: 24. März 2006 Verkäufe: + 100.000    |
| 2008 | Monster GUN Records (Sony) 88697 283712                       | DE8 (9 Wo.)DE | AT19 (5 Wo.)AT | CH27 (4 Wo.)CH | Erstveröffentlichung: 22. August 2008                      |
| 2012 | Des Wahnsinns fette Beute Columbia Records (Sony) 88697636612 | DE15 (2 Wo.)DE | AT41 (1 Wo.)AT | CH71 (1 Wo.)CH | Erstveröffentlichung: 18. Mai 2012                         |
| 2015 | XXV Airforce1 (UMG) 06025 4739529                             | DE10 (3 Wo.)DE | AT42 (1 Wo.)AT | CH59 (1 Wo.)CH | Erstveröffentlichung: 31. Juli 2015                        |
| 2019 | Ritual Napalm Records (NPR) 840588118946                      | DE1 (8 Wo.)DE | AT12 (1 Wo.)AT | CH24 (3 Wo.)CH | Erstveröffentlichung: 18. Januar 2019                      |
| 2023 | Richter und Henker Napalm Records (NPR)                       | DE7 (1 Wo.)DE | AT57 (1 Wo.)AT | CH58 (1 Wo.)CH | Erstveröffentlichung: 8. September 2023                    |

## Auszeichnungen
- 1 Live Krone
  - 2004: in der Kategorie „Beste Band“